# Eugène de Barsy
Eugène Georges Isidore Léon baron de Barsy (Laken, 12 januari 1906 - Brussel, 9 mei 1985) was een Belgisch ambtenaar en hoogleraar aan de Université libre de Bruxelles.

## Biografie
Eugène de Barsy liep school in Brussel. In 1923 behaalde hij de Prijs van de Universitaire Stichting en vatte hij zijn studies handelsingenieur aan de École de commerce Solvay aan. In 1927 studeerde hij met de grootste onderscheiding af.
In 1929 werd hij docent aan de Université libre de Bruxelles, waar hij vanaf 1934 hoogleraar was. Hij werkte kortstondig bij Crédit général du Congo. Vanaf 1931 was hij directeur bij Crédit agricole d'Afrique. In 1934 aanvaardde hij de functie van kabinetsattaché van minister van Financiën Max-Léo Gérard. Op het kabinet speelde hij een beslissende rol bij het opstellen van de koninklijke besluiten van 1935 die het Belgische bankwezen reguleerde.
De Barsy was vervolgens achtereenvolgens directeur van het Bureau ter vereffening van crisiskredietverleningen, vicegouverneur van de Nationale Maatschappij voor Krediet aan de Nijverheid en vicevoorzitter van de Nationale Delcrederedienst.
In 1941 leidde hij de liquidatie van Crédit anversois. Kort daarna werd hij benoemd tot voorzitter van de Nationale Delcrederedienst. Van 1944 tot 1973 was hij voorzitter van de Dienst van het Sekwester, de Belgische Bankencommissie, het permanent comité van het Fonds voor Delging der Staatsschuld en de Commissie voor de inventaris van het vermogen van de Staat.
De Barsy was onder meer bestuurder van de Stichting Bernheim.
In 1985 werd hij in de erfelijke adel met de persoonlijke titel baron opgenomen. Hij overleed een paar maanden later.